# Anton Stuxberg

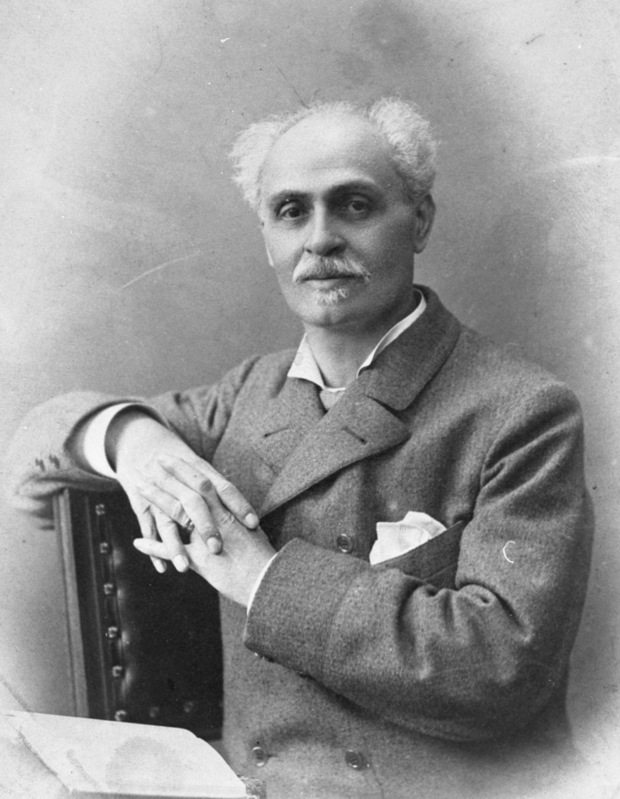
Anton Julius Stuxberg

Anton Julius Stuxberg (* 12. April 1849 in Stux, Bunge socken (Gotland); † 30. November 1902 in Göteborg) war ein schwedischer Zoologe, Forschungsreisender und Museumsleiter. Er ist vor allem durch seine Teilnahme an der Vega-Expedition und seine zoologischen Arbeiten zur arktischen Tierwelt bekannt.

## Leben

### Herkunft und Ausbildung
Stuxberg stammte aus einer Bauern- und Beamtenfamilie auf Gotland. Schon in jungen Jahren zeigte er ein starkes Interesse an Naturgeschichte. Gemeinsam mit dem späteren Biologen Gustav Eisen erforschte er die Flora und Fauna der Gotska Sandön und veröffentlichte erste Arbeiten über die dortigen Pflanzen und Tiere.
1869 begann er ein Studium der Naturwissenschaften an der Universität Uppsala und wurde 1875 zum filosofie doktor promoviert.

### Forschungsreisen
Stuxberg nahm 1875/76 an einer Expedition zur Mündung des Jenissei und in die sibirische Arktis teil, organisiert von Adolf Erik Nordenskiöld. Von 1878 bis 1880 war er offizieller Zoologe der Vega-Expedition, bei der erstmals die Nordostpassage vollständig durchfahren wurde.
Während dieser Reisen sammelte er zahlreiche zoologische Proben, insbesondere Fische, Krebse, Tausendfüßer und andere Wirbellose.

### Tätigkeit am Naturhistoriska Museet
Ab 1882 war Stuxberg Intendant der zoologischen Abteilung des Naturhistorischen Museums Göteborg und ab 1891 auch für die botanische Abteilung zuständig. Unter seiner Leitung wurde das Museum umfassend modernisiert und galt bald als eine der bedeutendsten naturhistorischen Sammlungen Skandinaviens.
Zudem war er Sekretär des Svenska sällskapet för antropologi och geografi (Schwedische Gesellschaft für Anthropologie und Geographie) und Herausgeber der Zeitschrift Ymer.

### Privatleben
1881 heiratete Stuxberg die Schauspielerin Helga Elvira Frankenfeldt (1851–1918). Das Paar hatte drei Söhne, darunter Anton Stuxberg Jr., der später als Astronom und Geophysiker bekannt wurde.
Er pflegte eine enge Freundschaft mit August Strindberg, der ihn in Briefen häufig „Stux“ nannte.

## Werke
- Nordostpassagens historia eller Vega-expeditionens föregångare, Stockholm 1880 – ein Werk über die Geschichte der Entdeckungsreisen zur Nordostpassage.

Daneben veröffentlichte er zahlreiche Beiträge zur arktischen Fauna, insbesondere zu Gliederfüßern und deren Systematik.

## Mitgliedschaften
- Königliche Wissenschafts- und Literaturgesellschaft Göteborg
- Svenska sällskapet för antropologi och geografi